# Coupe de France de futsal 2014-2015
Navigation
2013-2014 2015-2016
La Coupe de France de futsal 2014-2015 est la 21e édition de la compétition et se déroule en France entre septembre 2014 et la finale jouée le 13 juin 2015.
De septembre 2013 à janvier 2014, chaque ligue régionale de football organise ses qualifications pour déterminer un certain nombre de représentants. Les équipes de Division 2 intègre la compétition lors de ces finales régionales. Celles-ci permettent de désigner les 51 équipes pouvant prendre part au 32e de finale en compagnie des équipes de D1 2013-2014.
La compétition est remportée par le Sporting Paris, qui prend part à sa cinquième finale en six ans. Après quatre sacres consécutifs entre 2010 et 2013, le Sporting renoue avec la victoire et devient le premier club à remporter cinq fois la compétition.

## Organisation

### Calendrier
| Tour                              | Date                      | Participants    | Qualifiés       |
| Phase régionale                   | Phase régionale           | Phase régionale | Phase régionale |
| --------------------------------- | ------------------------- | --------------- | --------------- |
| Tours locaux                      | dates régionales          | -               | -               |
| Entrée des 20 clubs de Division 2 |                           |                 |                 |
| Finales régionales                |                           | ?               | 53              |
| Phase nationale                   |                           |                 |                 |
| Entrée des 11 clubs de Division 1 |                           |                 |                 |
| 32e de finale                     | samedi 7 février          | 64              | 32              |
| 16e de finale                     | samedi 28 février         | 32              | 16              |
| 8e de finale                      | samedi 28 mars            | 16              | 8               |
| Quarts de finale                  | samedi 18 avril à 16h     | 8               | 4               |
| Demi-finales                      | samedi 16 mai à 16h       | 4               | 2               |
| Finale                            | samedi 13 juin 2015 à 16h | 2               | -               |

## Compétition

### 32es-de-finale
Lors des 32es de finale, la hiérarchie est majoritairement respectée. Joeuf Futsal (DH) signe l’exploit de ce tour en se qualifiant face à Clénay (3-2, D1). Toutes les formations évoluant en Division 2 accèdent à la suite de la compétition, exception faite de Strasbourg Hautepierre, défait à l’issue du derby et duel de D2 face au Strasbourg Sporting (9-5), et de Bastia Agglo, vaincu par Toulon TE (9-2, D1). Pour leur entrée en lice, les pensionnaires de l’élite assument également leur statut en atteignant les 16es pour la majorité d’entre eux, à l’exception de Bagneux, éliminé à domicile par Béthune (4-3, D1), et surtout du Kremlin-Bicêtre, tenant du titre, qui s’incline contre Garges Djibson (4-3). Les Parisiens du Sporting s'imposent largement face au petit Poucet normand du Val de Reuil (15-0, District).
| Groupe   | Domicile                       | Score           | Extérieur                 |
| -------- | ------------------------------ | --------------- | ------------------------- |
| Groupe A | Saint Mihiel FC (d)            | 11 - 3          | Amneville ESCTT (d)       |
| Groupe A | Strasbourg Hautepierre (D2)    | 5 - 9           | Strasbourg Sporting (D2)  |
| Groupe A | Colmar Collectif (R)           | 5 - 5 (tab 5-6) | Longwy Boys (D2)          |
| Groupe A | Sorcy Void Vacon (d)           | 7 - 8           | Strasbourg Stockfeld (R)  |
| Groupe A | ES Joeuf (R)                   | 3 - 2           | Clénay ASL (D1)           |
| Groupe B | Plombières ASC (d)             | 4 - 7           | Martel Caluire AS (R)     |
| Groupe B | Pont de Claix Futsal (R)       | 5 - 8           | Lyon Moulin à Vent (D2)   |
| Groupe B | Villeurbanne Lions Loisirs (d) | 2 - 5           | Échirolles Picasso (D1)   |
| Groupe B | Hericourt SG (R)               | 3 - 8           | Lyon Footzik (D2)         |
| Groupe B | Joga Futsal (d)                | 4 - 5           | Belfort Lion FC (R)       |
| Groupe C | Montpellier Agglo (R)          | 8 - 5           | Défense de fer (R)        |
| Groupe C | Bastia Agglo (D2)              | 2 - 9           | Toulon Tous Ensemble (D1) |
| Groupe C | Albi Sporting FC (R)           | 2 - 7           | Toulouse UJS 31 (D2)      |
| Groupe C | Issole Futsal (R)              | 3 - 7           | Bruguières SC (D1)        |
| Groupe C | Toulon Avenir Sportif (d)      | 1 - 2           | Montpellier PB (D2)       |
| Groupe D | Saint-Herblain Pépite (d)      | 1 - 7           | Nantes C'West (R)         |
| Groupe D | Jaunay-Clan US (R)             | 2 - 9           | Erdre Atlantique FC (D1)  |
| Groupe D | Rennes Celta (R)               | 0 - 5           | Nantes Bela (D2)          |
| Groupe D | Bastide Benauge (R)            | 3 - 4 ap        | Chataîgneraie AS (D2)     |
| Groupe D | Rennes TA (R)                  | 11 - 0          | Bazougers Futsal (R)      |
| Groupe E | Saran USM (R)                  | 3 - 4           | SC Hérouville (D2)        |
| Groupe E | Madrillet Château Blanc (R)    | 5 - 1           | Ailly La Fraternelle (R)  |
| Groupe E | Val de Reuil Vaudreuil (d)     | 0 - 15          | Sporting Paris (D1)       |
| Groupe E | AS Bagneux (D1)                | 3 - 4           | Béthune Futsal (D1)       |
| Groupe E | Avion Futsal (R)               | 6 - 7           | Roubaix AFS (D2)          |
| Groupe E | Le Mans Futsal (R)             | 2 - 5           | Paris Métropole (D2)      |
| Groupe F | Saint Florentin ES (d)         | 2 - 9           | Compiegne ASFC (R)        |
| Groupe F | Lille Petit Terrain (R)        | 2 - 5           | Paris ACASA (D2)          |
| Groupe F | Kremlin-Bicêtre UnitedT (D1)   | 3 - 4           | Garges Djibson ASC (D1)   |
| Groupe F | Reims Galaxy (R)               | 2 - 5           | Roubaix Futsal (D2)       |
| Groupe F | Lieusaint Foot (R)             | 12 - 3          | Goussainville Futsal (R)  |
| Groupe F | Diamant Futsal (R)             | 3 - 4           | Douai Gayant (D1)         |

### Seizièmes-de-finale

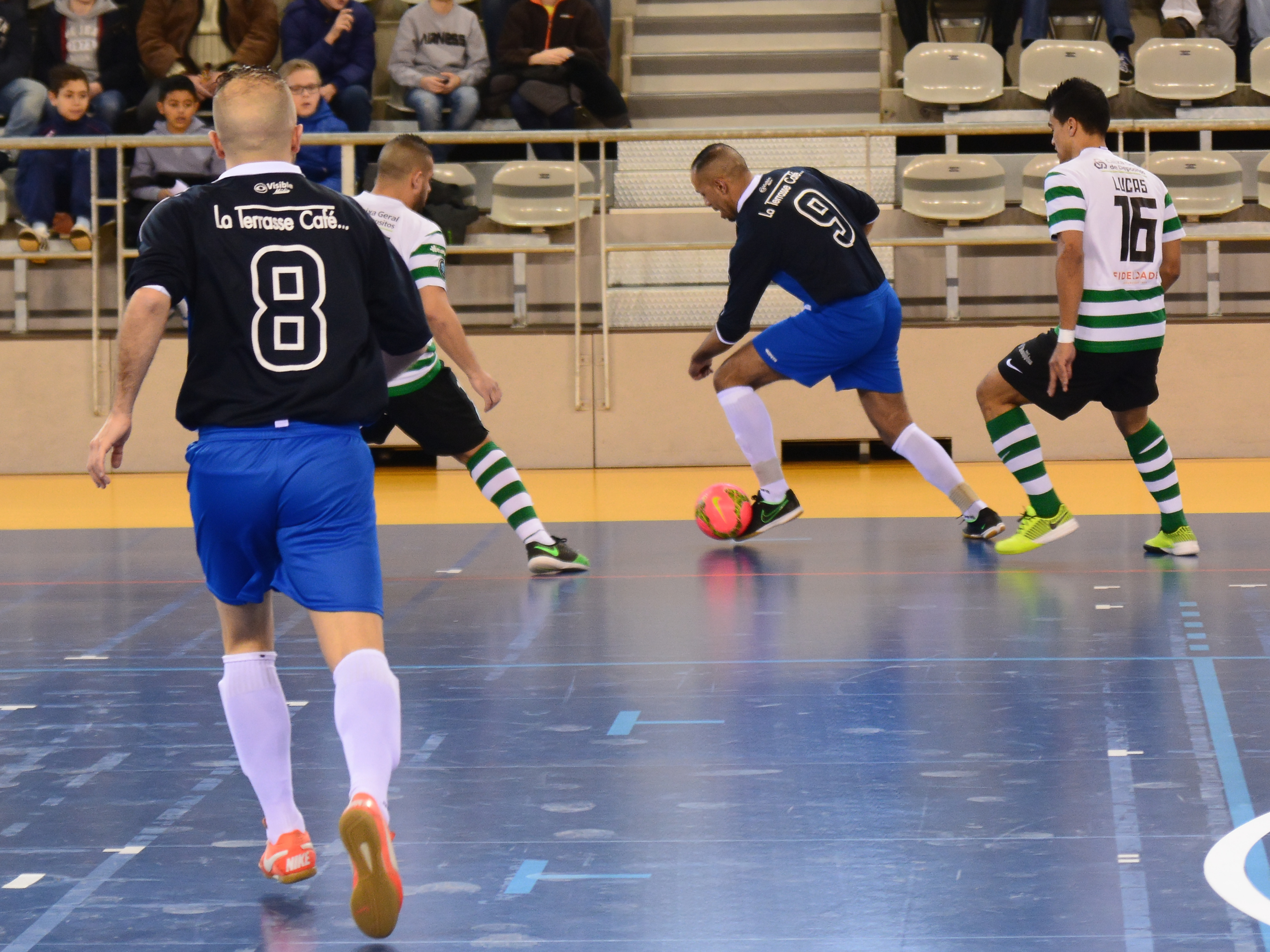
Belfort contre le Sporting Paris en 16e de finale.

La rencontre entre Toulon Tous Ensemble et Bruguières SC est le seul choc entre clubs de D1. Bruguières s'impose (5-3). Le duel entre Nantes C'West et Rennes TA assure, quant à lui, un représentant de Division d'honneur en huitièmes-de-finale. Les Nantais décrochent leur qualification (3-0).
| Domicile                    | Score  | Extérieur                  |
| --------------------------- | ------ | -------------------------- |
| Lyon Footzik (D2)           | 8 - 5  | Montpellier PB (D2)        |
| Montpellier Agglo (R)       | 4 - 7  | Toulouse UJS 31 (D2)       |
| Toulon Tous Ensemble (D1)   | 3 - 5  | Bruguières SC (D1)         |
| Lyon Moulin à Vent (D2)     | 4 - 3  | Martel Caluire AS (R)      |
| Garges Djibson ASC (D1)     | 10 - 3 | Châtaigneraie AS (D2)      |
| Lieusaint Foot (R)          | 8 - 5  | Hérouville Futsal (D2)     |
| Erdre Atlantique FC (D1)    | 3 - 2  | Paris ACASA (D2)           |
| Nantes C'West (R)           | 3 - 0  | Rennes TA (R)              |
| Madrillet Château Blanc (R) | 3 - 11 | Nantes Bela (D2)           |
| Douai Gayant (D1)           | 6 - 3  | Roubaix AFS (D2)           |
| Compiègne ASFC (R)          | 3 - 7  | Béthune Futsal (D1)        |
| Joeuf ES (R)                | 5 - 6  | Roubaix Futsal (D2)        |
| Strasbourg Stockfeld (R)    | 3 - 6  | Longwy Boys (D2)           |
| Paris Métropole (D2)        | 3 - 4  | FC Picasso Échirolles (D1) |
| Belfort Lion FC (R)         | 3 - 9  | Sporting Paris (D1)        |
| Saint-Mihiel FC (d)         | 7 - 10 | Strasbourg Sporting (D2)   |

### Huitièmes-de-finale
| Domicile                   | Score | Extérieur                |
| -------------------------- | ----- | ------------------------ |
| Longwy Boys Futsal (D2)    | 5 - 6 | Nantes Bela (D2)         |
| Douai Gayant (D1)          | 5 - 1 | Roubaix Futsal (D2)      |
| Strasbourg Sporting (D2)   | 6 - 8 | Garges Djibson ASC (D1)  |
| Lieusaint Foot (R)         | 3 - 4 | Béthune Futsal (D1)      |
| Nantes C'West (R)          | 2 - 6 | Bruguières SC (D1)       |
| Toulouse UJS 31 (D2)       | 6 - 8 | Lyon Footzik (D2)        |
| Sporting Paris (D1)        | 7 - 4 | Erdre Atlantique FC (D1) |
| FC Picasso Échirolles (D1) | 6 - 4 | Lyon Moulin à Vent (D2)  |

### Quarts-de-finale
Les quarts-de-finale, joués en majorité le samedi 18 avril à 16h00, voient Lyon Footzik s'impose 5-2 contre Bruguières, Garges Djibson ASC se qualifie sur le fil par le plus petit des écarts contre Béthune (6-5), tandis que le Sporting Paris prend le meilleur sur Douai Gayant (5-3).
| Date                  | Domicile            | Score | Extérieur                  |
| --------------------- | ------------------- | ----- | -------------------------- |
| samedi 18 avril à 16h | Lyon Footzik (D2)   | 5 - 2 | Bruguières SC (D1)         |
| samedi 18 avril à 16h | Béthune Futsal (D1) | 5 - 6 | Garges Djibson ASC (D1)    |
| samedi 18 avril à 16h | Douai Gayant (D1)   | 3 - 5 | Sporting Paris (D1)        |
| samedi 16 mai à 16h   | Nantes Bela (D2)    | 8 - 9 | FC Picasso Échirolles (D1) |

### Demi-finales
| Date                | Domicile                   | Score  | Extérieur               |
| ------------------- | -------------------------- | ------ | ----------------------- |
| samedi 16 mai à 16h | Sporting Paris (D1)        | 13 - 5 | Lyon Footzik (D2)       |
| samedi 23 mai à 16h | FC Picasso Échirolles (D1) | 6 - 8  | Garges Djibson ASC (D1) |

### Finale
Le dernier acte de la Coupe nationale de futsal 2014-2015 a lieu le samedi 13 juin 2015 à la Salle des Sports du Vercors de Bourg-de-Péage entre le Sporting Paris et Garges Djibson. Le Sporting mène 2-0 grâce à des réalisations signées Chimel Vita et Pupa, avant que Samba Kebe ne réduise la marque en toute fin de parti (2-1).
| Titulaires :   |                    |  |
|                |                    |  |
| 1              | Djamel Haroun      |  |
| 19             | Adrien Gasmi       |  |
| 6              | Kamel Hamdoud      |  |
| 7              | Pupa               |  |
| 10             | Alexandre Teixeira |  |
|                |                    |  |
| Remplaçants :  |                    |  |
| 5              | Jonathan Chaulet   |  |
| 4              | Mbaré Dhee         |  |
| 11             | Betinho            |  |
| 12             | Yves Pichard       |  |
| 16             | Lucas Diniz        |  |
| 15             | Adrien Ribeiro     |  |
| 9              | Chimel Vita        |  |
|                |                    |  |
| Entraîneur :   |                    |  |
| Rodolphe Lopes |                    |  |

| Titulaires :   |                     |  |
|                |                     |  |
| 20             | Amabou Diallo       |  |
| 7              | Farid Oukadi        |  |
| 8              | Parfait Mendy       |  |
| 19             | Samba Kebe          |  |
| 17             | Abdel Rouhrbaj      |  |
|                |                     |  |
| Remplaçants :  |                     |  |
| 11             | Yohann Martial      |  |
| 3              | Aboubakar Coulibaly |  |
| 13             | Vincent Sarrea      |  |
| 1              | Jonathan Bernes     |  |
|                |                     |  |
| Entraîneur :   |                     |  |
| Cyrille Gaudin |                     |  |

| Titulaires :   |                    |  |
|                |                    |  |
| 1              | Djamel Haroun      |  |
| 19             | Adrien Gasmi       |  |
| 6              | Kamel Hamdoud      |  |
| 7              | Pupa               |  |
| 10             | Alexandre Teixeira |  |
|                |                    |  |
| Remplaçants :  |                    |  |
| 5              | Jonathan Chaulet   |  |
| 4              | Mbaré Dhee         |  |
| 11             | Betinho            |  |
| 12             | Yves Pichard       |  |
| 16             | Lucas Diniz        |  |
| 15             | Adrien Ribeiro     |  |
| 9              | Chimel Vita        |  |
|                |                    |  |
| Entraîneur :   |                    |  |
| Rodolphe Lopes |                    |  |

| Titulaires :   |                     |  |
|                |                     |  |
| 20             | Amabou Diallo       |  |
| 7              | Farid Oukadi        |  |
| 8              | Parfait Mendy       |  |
| 19             | Samba Kebe          |  |
| 17             | Abdel Rouhrbaj      |  |
|                |                     |  |
| Remplaçants :  |                     |  |
| 11             | Yohann Martial      |  |
| 3              | Aboubakar Coulibaly |  |
| 13             | Vincent Sarrea      |  |
| 1              | Jonathan Bernes     |  |
|                |                     |  |
| Entraîneur :   |                     |  |
| Cyrille Gaudin |                     |  |

## Synthèse

### Nombre d'équipes par division et par tour
| Divisions \ Manches | 32es de finale | 16es de finale | 8es de finale | Quarts de finale | Demi-finales  | Finale        | Vainqueur     |
| ------------------- | -------------- | -------------- | ------------- | ---------------- | ------------- | ------------- | ------------- |
| Division 1 (D1)     | 11             | 8              | 7             | 6                | 3             | 2             | 1             |
| Division 2 (D2)     | 15             | 13             | 7             | 2                | 1             | aucune équipe | aucune équipe |
| Régional (R)        | 28             | 10             | 2             | aucune équipe    | aucune équipe | aucune équipe | aucune équipe |
| Départemental (d)   | 10             | 1              | aucune équipe | aucune équipe    | aucune équipe | aucune équipe | aucune équipe |
| Total               | 64             | 32             | 16            | 8                | 4             | 2             | 1             |

### Parcours des clubs de D1 et D2
Les onze clubs de Division 1 entrent dans la compétition en 32es de finale. Les vingt équipes de D2 le font au tour précédent, les finales régionales.
| Clubs                  | Tour atteint     |
| ---------------------- | ---------------- |
| Lyon Footzik           | Demi-finales     |
| UJS Toulouse 31        | 8es de finale    |
| Lyon Moulin à Vent     | 8es de finale    |
| Paris Métropole Futsal | 16es de finale   |
| Montpellier Petit-Bard | 16es de finale   |
| Pessac Châtaigneraie   | 16es de finale   |
| Bastia Agglo Futsal    | 32es de finale   |
| Beaucaire Futsal       | Finale régionale |
| AJAMS Port-de-Bouc     | Finale régionale |
| Bastia Centre Foot     | Finale régionale |

| Clubs                  | Tour atteint     |
| ---------------------- | ---------------- |
| Nantes Bela Futsal     | Quarts-de-finale |
| Sporting Strasbourg    | 8es de finale    |
| Roubaix Futsal         | 8es de finale    |
| Longwy Boys Futsal     | 8es de finale    |
| Roubaix AFS            | 16es de finale   |
| Paris ACASA            | 16es de finale   |
| SC Hérouville          | 16es de finale   |
| Strasbourg Hautepierre | 32es de finale   |
| Pfastatt Futsal        | Finale régionale |
| AJM Faches-Thumesnil   | Finale régionale |
| Le Mans SO Maine       | Finale régionale |

| Clubs                    | Tour atteint     |
| ------------------------ | ---------------- |
| Sporting Club de Paris   | Vainqueur        |
| Garges Djibson ASC       | Finale           |
| FC Picasso Échirolles    | Demi-finales     |
| Douai Gayant Futsal      | Quarts-de-finale |
| Béthune Futsal Club      | Quarts-de-finale |
| Bruguières SC            | Quarts-de-finale |
| FC Erdre-Atlantique      | 8es de finale    |
| Toulon Tous Ensemble     | 16es de finale   |
| Kremlin-Bicêtre United T | 32es de finale   |
| AS Bagneux Futsal        | 32es de finale   |
| ASL Clénay               | 32es de finale   |

### Clubs nationaux éliminés par des clubs de niveau inférieurs
| Club national          | Adversaire         | Tour           |
| ---------------------- | ------------------ | -------------- |
| Clénay ASL (D1)        | ES Joeuf (R)       | 32es de finale |
| Hérouville Futsal (D2) | Lieusaint Foot (R) | 16es de finale |